# 九龍巴士30線
九龍巴士30線是香港的一條新界巴士路線，由九龍巴士（一九三三）有限公司營辦，來往荃灣（荃威花園）及長沙灣，途經荃灣市中心、大窩口、葵興、葵芳、麗瑤邨、祖堯邨、九華徑及荔枝角，全程收費為$7.4。30線的前身為16A線，於1950年代由第一代16線來往佐敦道碼頭及荃灣墟市之特別班次演進而成，現時定位則為荃灣、荔景山和荔枝角之間的穿梭路線。

## 歷史
30線的前身可追溯至1949年11月8日起投入服務的第一代16線來往佐敦道碼頭及荃灣墟市之特別班次，相關特別班次在不遲於1951年2月獲獨立編號為「16A」。1951年9月，16A線星期六、日及公眾假期由荃灣開出之尾班車延遲至20:30。1952年9月15日，16A線荃灣端總站遷往眾安街口荃灣戲院外，以配合實行現代化荃灣計劃期間展開的修路及填明渠工程。1953年泳季期間，16A線部分班次曾延長至九咪半，同年12月1日起延長服務時間，佐敦道碼頭開出之班次服務時間為06:05至21:23，荃灣中約開出之班次服務時間為06:49至22:07。1954年4月1日起再度延長服務時間，佐敦道碼頭尾班車開出為21:59，荃灣尾班車開出為22:43；同年6月2日起，16A線荃灣總站遷往荃灣警署（九咪）外，由舊總站至新總站之間不設任何車站。1955年11月1日，16A線正式延長至荃灣西約近南海紗廠。1958年2月16日起，此路線尾班車延長至午夜十二時。
六七暴動期間，九巴以缺乏人手為由，於1967年6月25日起暫停16A線服務。直至1970年7月27日，九巴才重新開辦16A線，惟重投服務後的16A線荃灣端總站遷至荃灣碼頭。1973年7月16日，九巴重組新界巴士路線編號，此線路線編號由「16A」改稱為「30」。
1978年3月6日，30線改經荔景山路，開始了服務荔景山區的時代。不過於1980年6月1日，來往荔景山至荃灣碼頭的九龍巴士46B線投入服務，此路線往荃灣方向不經荔景。1982年5月16日，地鐵荃灣綫通車，此線延長至柴灣角（西）（今荃威花園），來回程不再經荔景，使此路線一度撤出荔景山。直至1983年3月25日，此線往佐敦道碼頭方向恢復繞經荔景山路，中途亦駛經祖堯邨，同年9月6日，九龍巴士46A線來回程不再繞經荔景邨，此線往荃灣方向因此亦重新繞經荔景山路。1984年11月4日起，此線往荃灣方向亦同樣繞經祖堯邨。
1991年2月20日，30線往佐敦道碼頭方向改經九華徑，不經葵涌交匯處及荔枝角大橋；同年10月3日，九龍巴士30X線提升至全日服務，此線縮短至長沙灣（當時總站位於長沙灣道近長順街，1992年9月13日遷往長沙灣廣場），成為荃灣市中心、荃景圍一帶、荔景山和荔枝角之間的穿梭路線，荔景山區往返南九龍的服務由九龍巴士46線延長至佐敦道碼頭取代。1994年3月21日，往返麗瑤邨及荃灣碼頭的九龍巴士46A線永久停駛，此線來回程繞經麗瑤邨，往長沙灣方向繞經新都會廣場，往荃威花園繞經葵芳邨一段興芳路及葵興地鐵站。1995年10月5日，此線往長沙灣方向亦改經葵芳邨一段興芳路。
2002年7月7日，30線提升為全空調服務。2015年3月21日，九巴在此路線引入巴士到站時間預報系統。2017年7月1日，為配合九龍巴士專營權延續，30線增設由荃灣富華街往荃威花園的單向分段收費，以與九龍巴士39M線在同一路段的收費看齊。

## 服務時間及班次
30線來回方向均提供全日服務，列表如下：
| 荃灣（荃威花園）開 | 荃灣（荃威花園）開 | 長沙灣開          | 長沙灣開      |
| 服務時間 （每日）  | 班次 （分鐘）      | 服務時間 （每日） | 班次 （分鐘） |
| ------------------ | ------------------ | ----------------- | ------------- |
| 05:40－06:30       | 25                 | 05:30－07:10      | 25            |
| 06:30－23:00       | 30                 | 07:10－23:10      | 30            |
| 23:00－23:50       | 25                 | 23:10－00:00      | 25            |

## 收費
30線全程收費為$7.4，並設有12歲以下小童及65歲或以上長者半價優惠，當中60歲－64歲香港居民、65歲或以上長者與合資格殘疾人士如以指定八達通繳付此線的車資，均可享有長者及合資格殘疾人士公共交通票價優惠計劃提供的$2票價優惠。乘客登車時需以現金或八達通卡繳付車資，不設找贖；而每位成人乘客可免費帶同最多兩名四歲以下而且不佔座位的兒童乘車。此外，乘客亦可透過多元化電子支付系統（e度嘟）繳付車資，乘客使用此付款方式不能享有與非九巴／龍運路線之轉乘優惠，亦不能享有「公共交通費用補貼計劃」及「長者及合資格殘疾人士乘車優惠計劃」。
30線沿途單向分段收費如下：
| 上車地點＼落車地點 | 長沙灣 | 荃灣（荃威花園） |
| ------------------ | ------ | ---------------- |
| 滿樂大廈起         | $6.4   | 不適用           |
| 麗瑤巴士總站起     | 不適用 | $5.6             |
| 荃灣富華街起       | $4.3   |                  |

## 用車
受敬祖路沿途的彎位影響，30線只可使用11.3米或以下的巴士行走。
16A線投入服務時使用丹尼士Pax、薛頓、金馬等單層巴士行走。1960年12月1日，此路線與16B合併，該路線所有雙層巴士均過檔至此路線，因此改派丹拿A型（D）雙層巴士行走，原有的薛頓單層巴士則調至15A線行走。
重整為30線後，九巴派岀AEC Regent五型巴士（2A）及丹拿B型（D）行走此線。80年代至90年代，此線主要使用利蘭珍寶（D）、利蘭勝利二型（G）及都城嘉慕威曼都城巴士9.7米（M）行走。提升為全空調服務後，此線改派丹尼士飛鏢（AA）單層巴士及丹尼士巨龍9.9米（ADS）雙層巴士行走。丹尼士飛鏢退役後，此線單層巴士用車改以斯堪尼亞K230UB 10.6米（ASB）、Enviro 200 Dart 10.4米雙門版（AAU）及其單門版版本（AAS）為主。
2017年起，丹尼士巨龍9.9米（ADS）年事已高而需退役，30線雙層巴士用車改派丹尼士三叉戟三型10.6米（ATS），2019年起加派富豪超級奧林比安10.6米（ASV）。丹尼士三叉戟三型10.6米及富豪超級奧林比安10.6米退役後，此線雙層巴士改派Enviro 400 10.5米（ATSE）。

## 行車路線

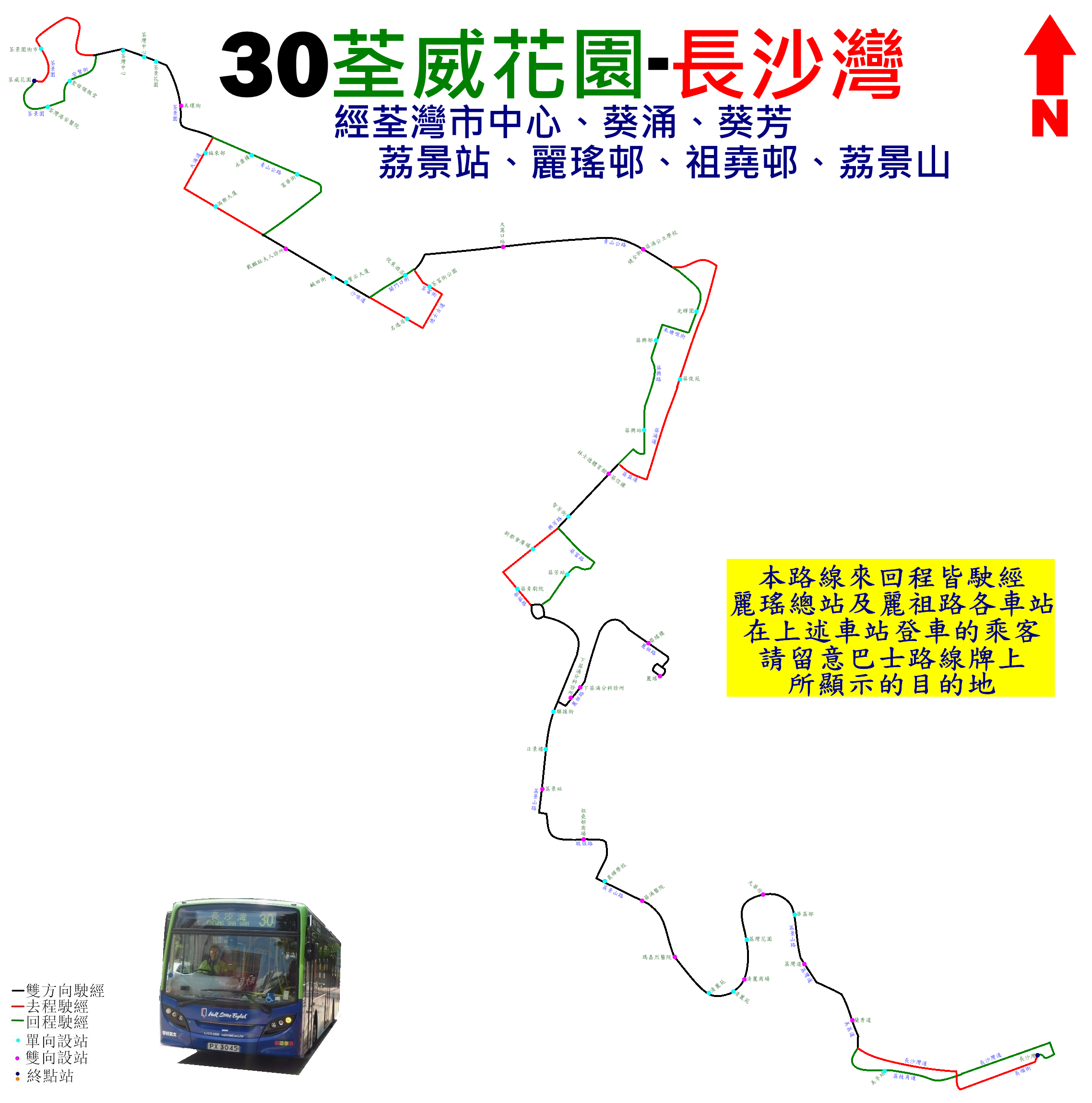
30路線的走線圖

30線由荃威花園開出的班次途經荃景圍、青山公路－荃灣段、大涌道、沙咀道、德士古道、荃富街、關門口街、青山公路－荃灣段、青山公路－葵涌段、昌榮路迴旋處、葵涌道、葵益道、興芳路、葵福路、荔景山路、聯接街、麗祖路、麗瑤巴士總站、麗祖路、聯接街、荔景山路、敬祖路、荔景山路、荔灣道、美荔道、長沙灣道、荔枝角道、長茂街及長順街前往長沙灣；由長沙灣開出的班次途經長順街、大南西街、長沙灣道、荔枝角道、美荔道、荔灣道、荔景山路、敬祖路、荔景山路、聯接街、麗祖路、麗瑤巴士總站、麗祖路、聯接街、荔景山路、葵義路、葵芳站公共運輸交匯處、葵義路、葵富路、興芳路、葵興站公共運輸交匯處、葵興路、禾塘咀街，禾葵里、葵涌道、青山公路－葵涌段、青山公路－荃灣段、關門口街，沙咀道、大河道、青山公路－荃灣段、荃景圍、安賢街及荃景圍前往荃威花園，具體停站請參考資訊框。

## 使用狀況
30線走線迂迴，車程冗長，與九龍巴士30X線等路線重疊，加上葵涌道一帶工業發展日漸式微，也減低此路線之需求。運輸署及九巴於2006年建議此路線停止服務或由長沙灣縮短至祖堯邨。於2013年，30線每日平均乘客量為約2,900人次，最繁忙的一小時載客率為62%，非繁忙時段的最高載客率為41%，運輸署及九巴提出此路線改為循環來往荃灣西站至美孚。2015年，此路線最繁忙一小時內的乘客率約50%，因應乘客量偏低，運輸署及九巴提出削减班次及用車數量並劃一以單層巴士行駛，最終改為首先實施修訂班次建議。

### 書籍
- 容偉釗. . BSI. 2002-06: 25, 35, 36. ISBN 9628414623 （中文（香港））.
- 容偉釗. . BSI. 2015-01: 61, 73, 74. ISBN 9628414720 （中文（香港））.
- 郭炳華. . 香港: 80M巴士專門店. 2010年. ISBN 962-8686-95-X.

### 其他參考資料
1. 1 2 3 4  . 九龍巴士（一九三三）有限公司.   [2024-02-22]. （原始内容存档于2023-12-26） （中文（香港））.
2. ↑  . 華僑日報: 6. 1949-11-09  [2024-02-22]. （原始内容存档于2024-02-23） （中文（香港））.
3. ↑  . 華僑日報: 266. 1951-02-28  [2024-02-22]. （原始内容存档于2024-02-23） （中文（香港））.
4. ↑  . 華僑日報: 5. 1951-09-25  [2024-02-22]. （原始内容存档于2024-02-23） （中文（香港））.
5. ↑  . 華僑日報: 6. 1952-09-15  [2024-02-22]. （原始内容存档于2024-02-23） （中文（香港））.
6. ↑  . 工商日報: 5. 1953-08-03  [2024-02-22]. （原始内容存档于2024-02-23） （中文（香港））.
7. ↑  . 華僑日報: 9. 1953-12-01  [2024-02-22]. （原始内容存档于2024-02-23） （中文（香港））.
8. ↑  . 工商日報: 6. 1954-04-02  [2024-02-22]. （原始内容存档于2024-02-23） （中文（香港））.
9. ↑  . 華僑日報: 6. 1954-06-03  [2024-02-22]. （原始内容存档于2024-02-23） （中文（香港））.
10. ↑  . 大公報: 4. 1955-10-28  [2024-02-22]. （原始内容存档于2024-02-23） （中文（香港））.
11. ↑  . 工商日報: 5. 1958-02-12  [2024-02-22]. （原始内容存档于2024-02-23） （中文（香港））.
12. 1 2 3 4 5 6  容偉釗. . BSI. 2002-06: 61, 73, 74. ISBN 9628414623 （中文（香港））.
13. ↑  . 大公報: 4. 1970-07-27  [2024-02-22]. （原始内容存档于2024-02-23） （中文（香港））.
14. ↑  . 華僑日報. 1973-07-15: 7  [2022-08-12]. （原始内容存档于2022-08-12） （中文（香港））.
15. ↑   (新闻稿). 香港政府新聞公報. 1978-03-04 （中文（香港））.
16. ↑  . 工商晚報: 2. 1978-03-05  [2024-02-22]. （原始内容存档于2024-02-23） （中文（香港））.
17. ↑  . 大公報: 5. 1980-05-31  [2024-02-22]. （原始内容存档于2024-02-23） （中文（香港））.
18. ↑  . 華僑日報: 9. 1982-05-15  [2024-02-22]. （原始内容存档于2024-02-23） （中文（香港））.
19. ↑  . 大公報: 7. 1983-03-26  [2024-02-22]. （原始内容存档于2024-02-23） （中文（香港））.
20. ↑  . 華僑日報: 9. 1983-09-06 （中文（香港））.
21. ↑  . 大公報: 5. 1984-11-04  [2024-02-22]. （原始内容存档于2024-02-23） （中文（香港））.
22. ↑  . 華僑日報: 20. 1991-02-20  [2024-02-22]. （原始内容存档于2024-02-23） （中文（香港））.
23. ↑  陳志華, 李青儀, 盧柊泠. . 中華書局 (香港). 2013-07: 139. ISBN 9789888263059 （中文（香港））.
24. ↑   (新闻稿). 九龍巴士（一九三三）有限公司. 2002-08  [2024-02-22]. 原始内容存档于2004-08-07 （中文（香港））.
25. ↑   (新闻稿). 九龍巴士（一九三三）有限公司. 2015-03-21  [2024-02-22]. （原始内容存档于2023-12-07） （中文（香港））.
26. ↑   (PDF). 運輸及房屋局. 香港立法會交通事務委員會: 表2. 2017-02-03  [2024-06-26]. （原始内容存档 (PDF)于2023-04-27）.
27. ↑   (PDF). TIMETABLE. 2023-03-20  [2024-02-22]. （原始内容存档 (PDF)于2024-01-27） –search.kmb.hk （英语）.
28. 1 2  . 九龍巴士（一九三三）有限公司.   [2022-10-02]. （原始内容存档于2022-09-30） （中文（香港））.
29. ↑  . 九龍巴士（一九三三）有限公司.   [2022-10-02]. （原始内容存档于2022-09-30） （中文（香港））.
30. 1 2  . 九龍巴士（一九三三）有限公司.   [2022-10-02]. （原始内容存档于2022-10-02） （中文（香港））.
31. ↑   (PDF). 葵青區議會秘書處: 第147點. 2020-11  [2024-02-22]. （原始内容存档 (PDF)于2024-01-26） （中文（香港））.
32. ↑  陳志華, 李健信. . 中華書局. 2021-07: 61-62. ISBN 9789888759088 （中文（香港））.
33. ↑  . 華僑日報: 8. 1960-12-01  [2024-02-22]. （原始内容存档于2024-02-23） （中文（香港））.
34. ↑  容偉釗. . BSI. 2015-01: 61, 73, 74. ISBN 9628414720 （中文（香港））.
35. ↑  龔嘉豪. . 北嶺國際有限公司. 2011: 46. ISBN 9789881893727 （中文（香港））.
36. ↑  容偉釗. . BSI HOBBIES(HK). 2009-01: 32. ISBN 9628414844 （中文（香港））.
37. ↑  容偉釗. . BSI HOBBIES(HK). 2016-07: 25. ISBN 962841416X （中文（香港））.
38. 1 2  容偉釗. . BSI HOBBIES(HK). 2023-07: 47, 100-102. ISBN 9628414232 （中文（香港））.
39. ↑  容偉釗. . BSI HOBBIES(HK). 2017-07: 29. ISBN 9628414178 （中文（香港））.
40. ↑  容偉釗. . BSI HOBBIES(HK). 2023-07: 28, 55. ISBN 9628414232 （中文（香港））.
41. ↑   (PDF). 2023年第134號法律公告. 2023-10-20  [2024-02-12]. （原始内容存档 (PDF)于2023-11-28） （中文（香港））.
42. ↑  . 明報. 2021-07-23  [2021-11-05]. （原始内容存档于2021-11-05） （中文（香港））.
43. ↑  運輸署.  (报告). 葵青區議會交通及運輸文件第2／2008－2009號. 2008-02 （中文（香港））.
44. ↑  運輸署.  (报告). 葵青區議會交通及運輸文件第5／2006－2007號. 2006-02 （中文（香港））.
45. ↑  運輸署.  (PDF). 葵青區議會交通及運輸文件第3／2013號: 附件13. 2013-02  [2024-02-22]. （原始内容存档 (PDF)于2021-08-10） （中文（香港））.
46. ↑   (PDF). 葵青區議會交通及運輸文件第2o/2015號.   [2019-09-07]. （原始内容存档 (PDF)于2021-11-05） （中文（香港））.
47. ↑   (PDF). 葵青區議會交通及運輸文件第9/2015號.   [2024-02-22]. （原始内容存档 (PDF)于2024-02-23） （中文（香港））.